# Adidas Tango España

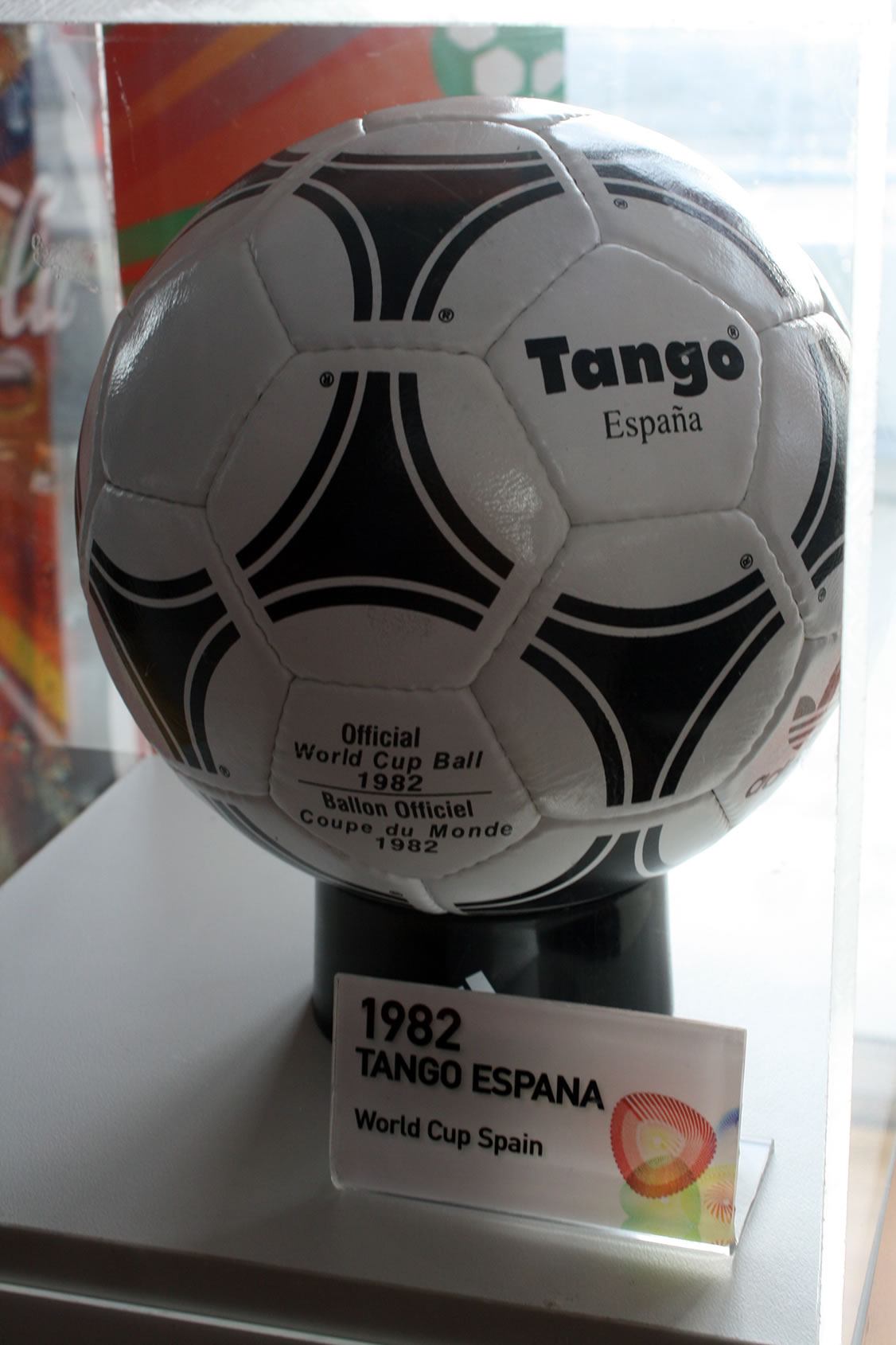
Adidas Tango España

Tango España — официальный мяч Чемпионата мира по футболу 1982 года в Испании. Этот мяч был разработан компанией Adidas специально для этого чемпионата.

## Название
Мяч сохранил своё название, посвящённое танго, с добавлением названия страны-организатора чемпионата.

## Технические характеристики
Сфера, состоящая из 32 сшитых фрагментов (20 шестиугольных и 12 пятиугольных), которые изготовлены из натуральной кожи и покрытых блестящим водозащитным покрытием. В отличие от предыдущего Tango Durlast, в Tango España были прорезиненные швы, что улучшило его водостойкость.

## Дизайн
Дизайн не претерпел никаких изменений в сравнении Tango Durlast: 12 кругов вокруг пятиугольных фрагментов из чёрных «триад» на шестиугольных панелях.

## Ссылка
- Информация на balones-oficiales.com (англ.)
- Информация на soccerballworld.com (англ.)